# Kreis Bátonyterenye
Der Kreis Bátonyterenye (ungarisch Bátonyterenyei járás) ist ein Kreis im Osten des nordungarischen Komitats Nógrád. Er grenzt im Südwesten an den Kreis Pásztó, im Westen und Norden an den Kreis Salgótarján. Im Osten und Süden bildet das Komitat Heves die Grenze.

## Geschichte
Der Kreis ging während der ungarischen Verwaltungsreform Anfang 2013 mit 8 der 14 Gemeinden aus seinem Vorgänger, dem gleichnamigen Kleingebiet (ungarisch Bátonyterenyei kistérség) hervor. Dies entsprach 78,7 % der Fläche und 90,5 % der Bevölkerung des Kleingebiets. Die restlichen 6 Gemeinden wechselten zum nördlicher gelegenen Kreis Salgótarján.

## Gemeindeübersicht
Der Kreis Bátonyterenye hat eine durchschnittliche Gemeindegröße von 2.590 Einwohnern auf einer Fläche von 26,93 Quadratkilometern. Die Bevölkerungsdichte des kleinsten Kreises liegt über der des Komitats. Der Verwaltungssitz befindet sich in der einzigen Stadt, Bátonyterenye, im nördlichen Teil des Kreises gelegen.
| Gemeinde            | Status   | Herkunft Kleingebiet | Einwohnerzahl | Einwohnerzahl | Einwohnerzahl | Fläche (km²) | Bevölkerungs- dichte (Ew./km²) |
| Gemeinde            | Status   | Herkunft Kleingebiet | 01.10.2011    | 01.01.2013    | 01.01.2016    | 01.01.2016   | Bevölkerungs- dichte (Ew./km²) |
| ------------------- | -------- | -------------------- | ------------- | ------------- | ------------- | ------------ | ------------------------------ |
| Bátonyterenye       | Stadt    | Bátonyterenye        | 12.841        | 12.764        | 12.221        | 78,92        | 154,9                          |
| Dorogháza           | Gemeinde | Bátonyterenye        | 1.129         | 1.101         | 1.040         | 17,68        | 58,8                           |
| Mátramindszent      | Gemeinde | Bátonyterenye        | 852           | 842           | 816           | 16,73        | 48,8                           |
| Mátranovák          | Gemeinde | Bátonyterenye        | 1.794         | 1.730         | 1.653         | 26,97        | 61,3                           |
| Mátraterenye        | Gemeinde | Bátonyterenye        | 1.857         | 1.867         | 1.836         | 28,13        | 65,3                           |
| Mátraverebély       | Gemeinde | Bátonyterenye        | 1.971         | 1.958         | 1.897         | 18,40        | 103,1                          |
| Nemti               | Gemeinde | Bátonyterenye        | 760           | 743           | 723           | 11,06        | 65,4                           |
| Szuha               | Gemeinde | Bátonyterenye        | 585           | 585           | 532           | 17,56        | 30,3                           |
| Kreis Bátonyterenye |          |                      | 21.789        | 21.590        | 20.718        | 215,45       | 96,2                           |